# برايا (الرأس الأخضر)
برايا  هي مقاطعة في الرأس الأخضر، بلغ عدد سكانها 130,271 نسمة، عاصمتها برايا، تبلغ مساحتها 102.6 كيلومتر مربع.

## الموقع
تشترك في الحدود مع:
- ريبيرا غراندي دي سانتياغو، الرأس الأخضر  [لغات أخرى]‏
- ساو دومينغوس  [لغات أخرى]‏.